# オトセゴ郡
オトセゴ郡（英: Otsego County、[ɒtˈsiːɡoʊ]）は、アメリカ合衆国ミシガン州ロウアー半島の北部に位置する郡である。2010年国勢調査での人口は24,164人であり、2000年の23,301人から3.7%増加した。郡庁所在地はゲイロード市（人口3.645人）であり、同郡で人口最大の都市でもある。

## 郡名の由来
「オトセゴ」は「岩のある場所」を意味するインディアンの言葉である可能性がある。しかし、別の説ではニューヨーク州のオチゴ郡（綴りは同じ）および同名の湖から派生したとするものがあり、この場合はモホーク族（イロコイ語族）の言葉で「清澄な水」「あるいは「出会う場所」となる。ミシガン州の幾つかの郡と同様に、ヘンリー・スクールクラフトが編み出した新語である可能性もある。ヘンリー・スクールクラフトはギリシャ語、アラビア語、ラテン語、さらには様々なインディアンの言語から単語やその部分を用いて新語を作った。1840年に郡が設立されたときは、「オクドー」（Okkuddo）と名付けられていたが、「健康に悪い水」という意味であり、そう名付けた理由は不明である。1943年に現在の名前に改名された。郡の組織は1875年に作られた。

## 地理
アメリカ合衆国国勢調査局に拠れば、郡域全面積は525.98平方マイル (1,362.3 km2)であり、このうち陸地514.54平方マイル (1,332.7 km2)、水域は11.44平方マイル (29.6 km2)で水域率は2.17%である。
郡内には370以上の湖がある。その大半は南部にある。ゲイロードの南3マイル (5 km) にあるオトセゴ湖が最大であり、湖面積は1,972エーカー (7.98 km2) ある。郡の南部にあるその他の大きな湖としては、ビッグ、ビッグベア、ブール、クラポ、ディクソン、ダグラス、ガスリー、ハート、ティコン、マヌカ、オパール、ペンシル、タートル各湖がある。郡の北部にもファイブ、ハードウッド、トウェンティセブン、ピッカレルの各湖がある。これらの多くは氷河が退いていった後の氷塊が融けたときに大地に窪みが造られてできた「ケトル湖」と呼ばれるものである。
氷河が地域の地形を造り、特徴ある生態系を作りだした。大部分はいわゆるグレイリング外縁堆積原であり、砂質の氷河が分解した尾根、バンクスマツの生える荒地、シロマツとアカマツの森、北部系硬木の森で構成される堆積平野である。大きな湖も氷河作用で造られた。
郡内にはオサーブル、ブラック、マニスティ、ピジョン、スタージョン各川の水源がある。オサーブル川の水域が最も広い。これら水流の流域で郡の大部分をカバーし、その動植物の生育環境と土台にとって重要な要素になっている。
オトセゴ郡は北ミシガンにあると見なされている。

### 交通

#### 空港
オトセゴ郡はゲイロード地域空港を所有し運営している。ゲイロード市のエアロ・ドライブ沿いにある。ミシガン航空委員会から一般用途空港として免許を受けている。ミシガン州空港体系計画の中で、全てのカテゴリーで第1列に挙げられている。

#### 主要高規格道路
- 州間高速道路75号線、ゲイロード市の西側を通過し、南はサギノー、フリント、デトロイト各市を繋ぎ、北はマキナック橋でスーセントマリー市を繋いでいる
- 州間高速道路75号線産業環状道路、ゲイロード市を抜ける環状道路、元アメリカ国道27号線のルートを使っている
- ミシガン州道32号線、郡内を東西に横切る、西のイーストジョーダンと東のアルピーナを繋いでいる

#### オトセゴ郡郡間ハイウェイ
- ミシガン州郡道C38号線
- ミシガン州郡道C42号線
- ミシガン州郡道F01号線
- ミシガン州郡道F38号線
- ミシガン州郡道F42号線
- ミシガン州郡道F44号線
- ミシガン州郡道F97号線

#### その他の道路
- 旧アメリカ国道27号線は州間高速道路75号線の景観代替路として機能している[13]

### 隣接する郡
- シボイガン郡 - 北
- モンモランシー郡 - 東
- オスコダ郡 - 南東
- クロウフォード郡 - 南
- カルカスカ郡 - 南西
- アントリム郡 - 西
- シャルルボア郡 - 北西

## 人口動態
以下は2000年国勢調査による人口統計データである。
| 基礎データ - 人口: 23,301 人 - 世帯数: 8,995 世帯 - 家族数: 6,539 家族 - 人口密度: 17人/km2（45人/mi2） - 住居数: 13,375 軒 - 住居密度: 10軒/km2（26軒/mi2） 人種別人口構成 - 白人: 97.51% - アフリカン・アメリカン: 0.18% - ネイティブ・アメリカン: 0.62% - アジア人: 0.34% - 太平洋諸島系: 0.04% - その他の人種: 0.15% - 混血: 1.16% - ヒスパニック・ラテン系: 0.75% 先祖による構成 - ドイツ系：22.1% - ポーランド系：17.6% - アイルランド系：10.5% - イギリス系：9.9% - アメリカ人：9.4% 言語による構成 - 英語：96.8% - ポーランド語：1.3% 年齢別人口構成 - 18歳未満: 26.8% - 18-24歳: 7.0% - 25-44歳: 28.5% - 45-64歳: 24.0% - 65歳以上: 13.7% - 年齢の中央値: 38歳 - 性比（女性100人あたり男性の人口） - 総人口: 98.6 - 18歳以上: 96.7 | 世帯と家族（対世帯数） - 18歳未満の子供がいる: 34.1% - 結婚・同居している夫婦: 60.4% - 未婚・離婚・死別女性が世帯主: 8.3% - 非家族世帯: 27.3% - 単身世帯: 22.5% - 65歳以上の老人1人暮らし: 9.1% - 平均構成人数 - 世帯: 2.56人 - 家族: 3.00人 収入と家計 - 収入の中央値 - 世帯: 40,876米ドル - 家族: 46,628米ドル - 性別 - 男性: 34,413米ドル - 女性: 21,204米ドル - 人口1人あたり収入: 19,810米ドル - 貧困線以下 - 対人口: 6.8% - 対家族数: 5.3% - 18歳未満: 7.5% - 65歳以上: 7.1% |

## 郡政府
オトセゴ郡政府は郡監獄の運営、地方道の維持、主要地方裁判所の運営、土地権利証や抵当権証書記録の保管、重要書類の維持、公衆衛生規制の管理を行い、福祉など社会サービスでは州の動きに参加している。郡政委員会が郡の予算を管理するが、法や条例の制定については限られた権限があるだけである。ミシガン州では、警察と消防、建設と地域指定、税の評価、通りの保守など、地方政府の機能の大半は個別の市や郡区の責任である。

## 都市と町
| 都市 - ゲイロード - 郡庁所在地 村 - バンダービルト | 未編入の町 - アービュタスビーチ - エルミラ - アイダイルワイルドビーチ - ジョハネズバーグ | - オークグローブ - オトセゴレイク - スパー - ウォーターズ |

郡区

| - バグリー - チャールトン - チェスター | - コーウィス - ドーバー - エルミラ | - ヘイズ - リビングストン - オトセゴレイク |

## メディア
- 「ゲイロード・ヘラルド・タイムズ」は郡内で週2回発行される新聞であり、現存する最古の事業である。1875年に発刊された。郡の設立と同じ年である[16]。